# Awali (río)
El río Awali (en árabe: نهر الأولي‎, romanizado: Nahr al-Awalī) o Bostrenos está localizado al sur del Líbano. Con una longitud de 48 kilómetros, nace en las montañas Barouk y Niha, aproximadamente a una altitud de 1492 metros sobre el nivel del mar. El río fluye a través de la cara oeste del monte Líbano y desemboca en el Mediterráneo. En la zona de sus nacientes el río Awali también es conocido como Bisri.
El río Awali tiene un caudal en su desembocadura de 10.1625 m³ por segundo, mientras que su cuenca tiene un área de aproximadamente 294 km².